# David Hopwood
David Alan Hopwood (né le 19 août 1933) est un microbiologiste et généticien britannique,.

## Éducation
Élève à la Purbrook Park County High School et à la Lymm Grammar School, Hopwood obtient son baccalauréat ès arts au St John's College de l'université de Cambridge et son doctorat à l'université de Glasgow en 1973.

## Carrière
Hopwood est maître de conférences adjoint en génétique à Cambridge jusqu'à ce qu'il devienne maître de conférences en génétique à l'université de Glasgow en 1961. Il devient plus tard professeur John Innes de génétique à l'université d'East Anglia. Il est maintenant[Quand ?] membre émérite du département de microbiologie moléculaire du John Innes Centre.
Hopwood reçoit la médaille Gabor en 1995 « en reconnaissance de son travail de pionnier et de son leadership dans le domaine en pleine croissance de la génétique de Streptomyces coelicolor A3 (2), et pour avoir développé la programmation du processus omniprésent de synthèse des polykétides ». En 2002, il est co-auteur du séquençage du génome de S. coelicolor A3(2) . Pendant plus de quarante ans, il étudie la génétique et la biologie moléculaire de l'actinomycète modèle S. coelicolor .
Hopwood est élu membre de la Royal Society en 1979 et prononce sa conférence Leeuwenhoek en 1987. Il est également l'auteur de Streptomyces in Nature and Medicine: The Antibiotic Makers.